# Fouquières-lès-Lens
Fouquières-lès-Lens ist eine französische Stadt mit 6134 Einwohnern (Stand: 1. Januar 2022) im Département Pas-de-Calais in der Region Hauts-de-France. Sie gehört zum Arrondissement Lens, zum Kanton Harnes und zum Gemeindeverband Lens-Liévin.

## Geographie
Die Stadt Fouquières-lès-Lens liegt im Nordfranzösischen Kohlerevier im dicht bebauten Ballungsraum östlich von Lens. Nachbargemeinden von Fouquières-lès-Lens sind Harnes im Norden, Courrières im Nordosten, Montigny-en-Gohelle im Osten, Billy-Montigny im Süden, Sallaumines und Méricourt im Südwesten sowie Noyelles-sous-Lens im Westen. Mit den Städten und Gemeinden Montigny-en-Gohelle, Hénin-Beaumont, Billy-Montigny, Noyelles-sous-Lens, Sallaumines, Lens, Avion, Rouvroy, Méricourt, Lens und Liévin ist Fouquières-lès-Lens baulich zusammengewachsen - ähnlich dem Oberschlesischen Industriegebiet oder dem Ruhrgebiet. Durch die Stadt führen die Autoroute A21 („Rocade Minière“) und die frühere Route nationale 43 (heute: D943).

### Bevölkerungsentwicklung
| Jahr                       | 1962 | 1968 | 1975 | 1982 | 1990 | 1999 | 2006 | 2016 | 2022 |
| -------------------------- | ---- | ---- | ---- | ---- | ---- | ---- | ---- | ---- | ---- |
| Einwohner                  | 9304 | 8801 | 7758 | 7550 | 7038 | 6898 | 6600 | 6353 | 6134 |
| Quellen: Cassini und INSEE |      |      |      |      |      |      |      |      |      |

## Sehenswürdigkeiten
- Kirche Saint-Vaast, 1917 durch die deutschen Truppen zerstört, 1930 rekonstruiert
- Kapelle Saint-Cécile, rekonstruiert 1951

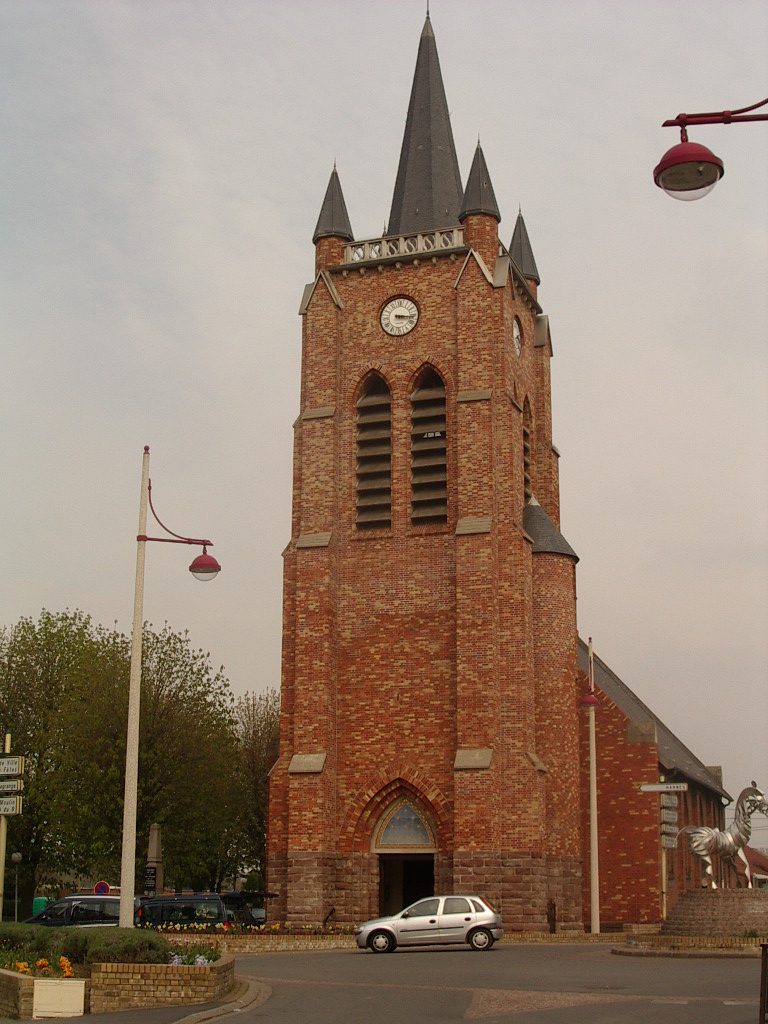
Kirche Saint-Vaast
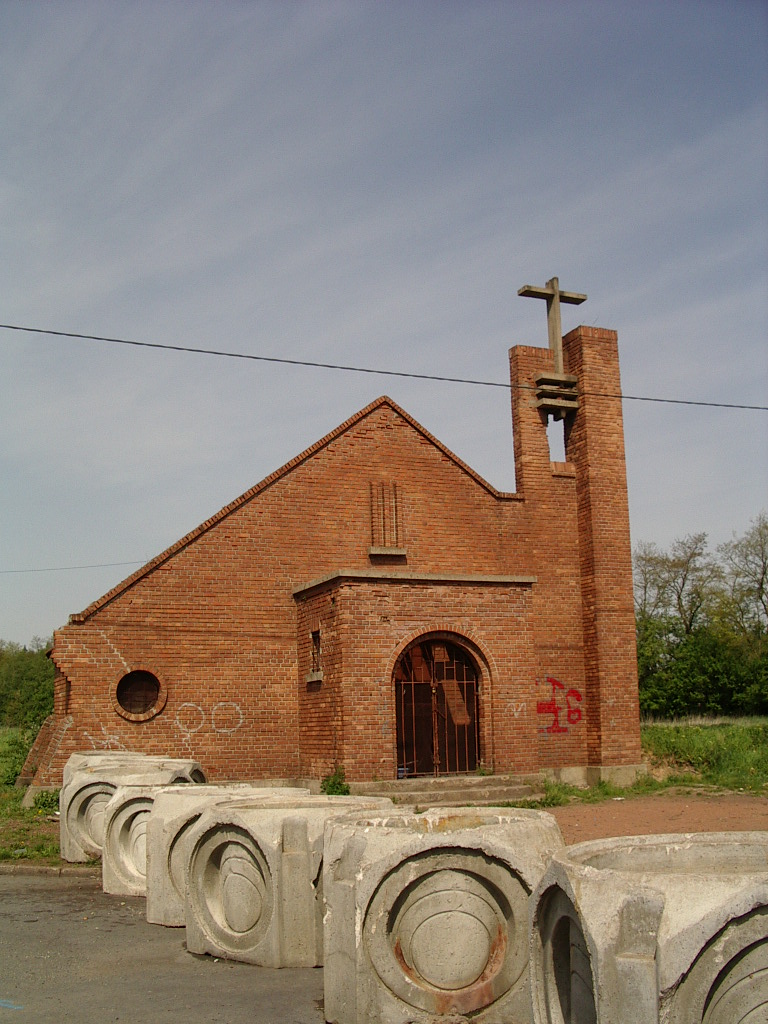
Kapelle Saint-Cécile
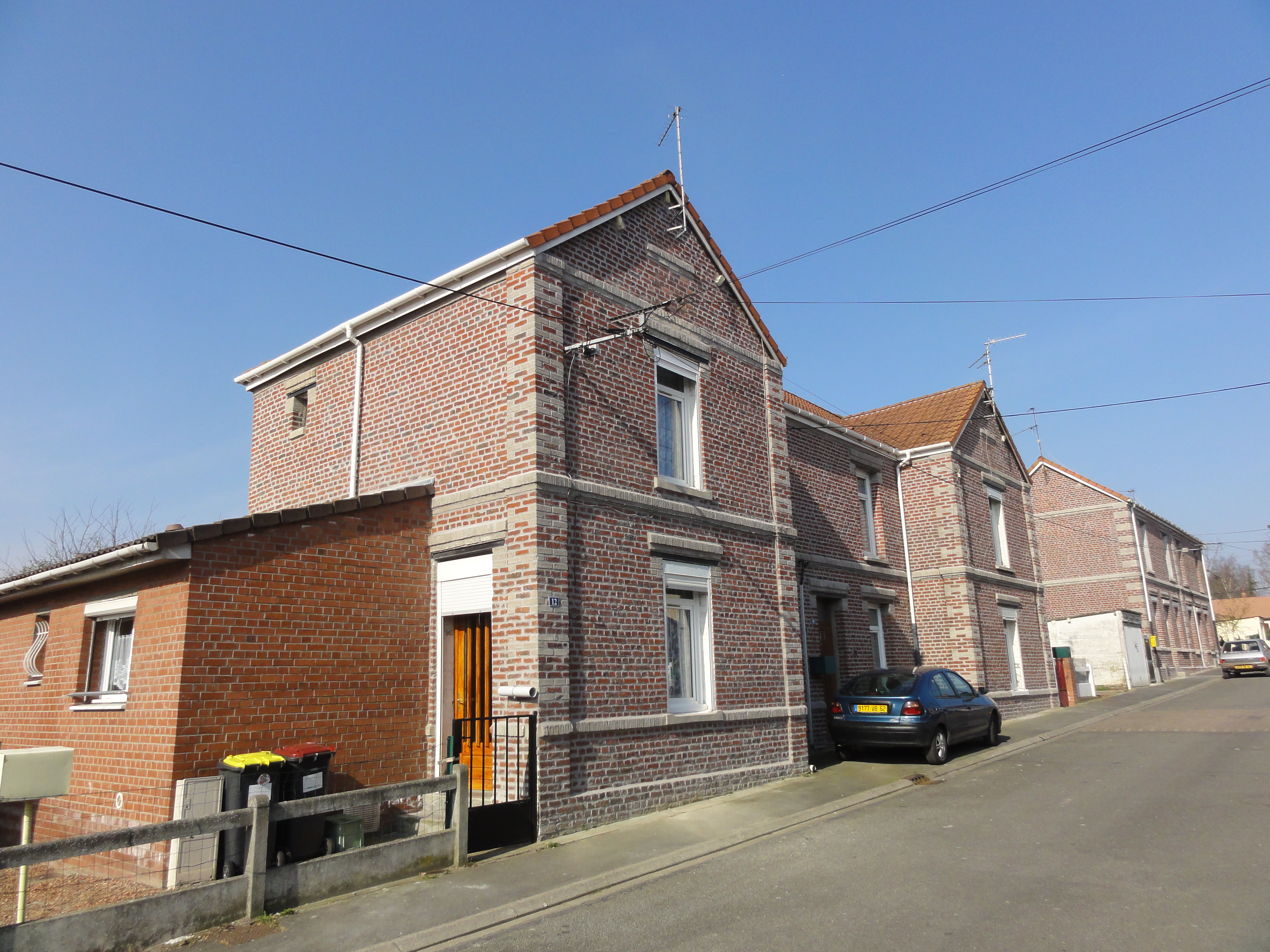
Bergarbeiterhäuser in den Cités de la Fosse Nr. 6
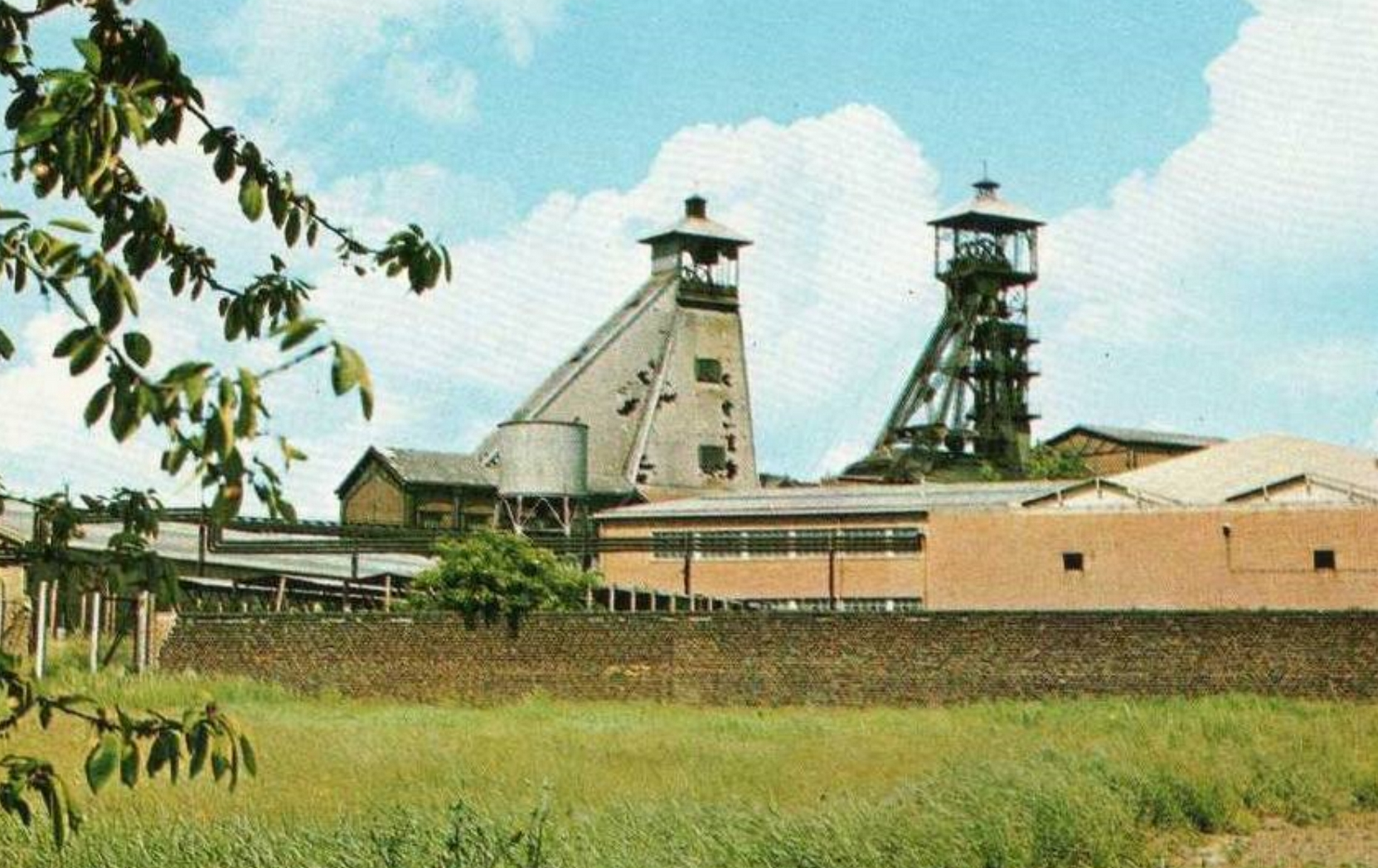
Zeche Nr. 6 (um 1980)
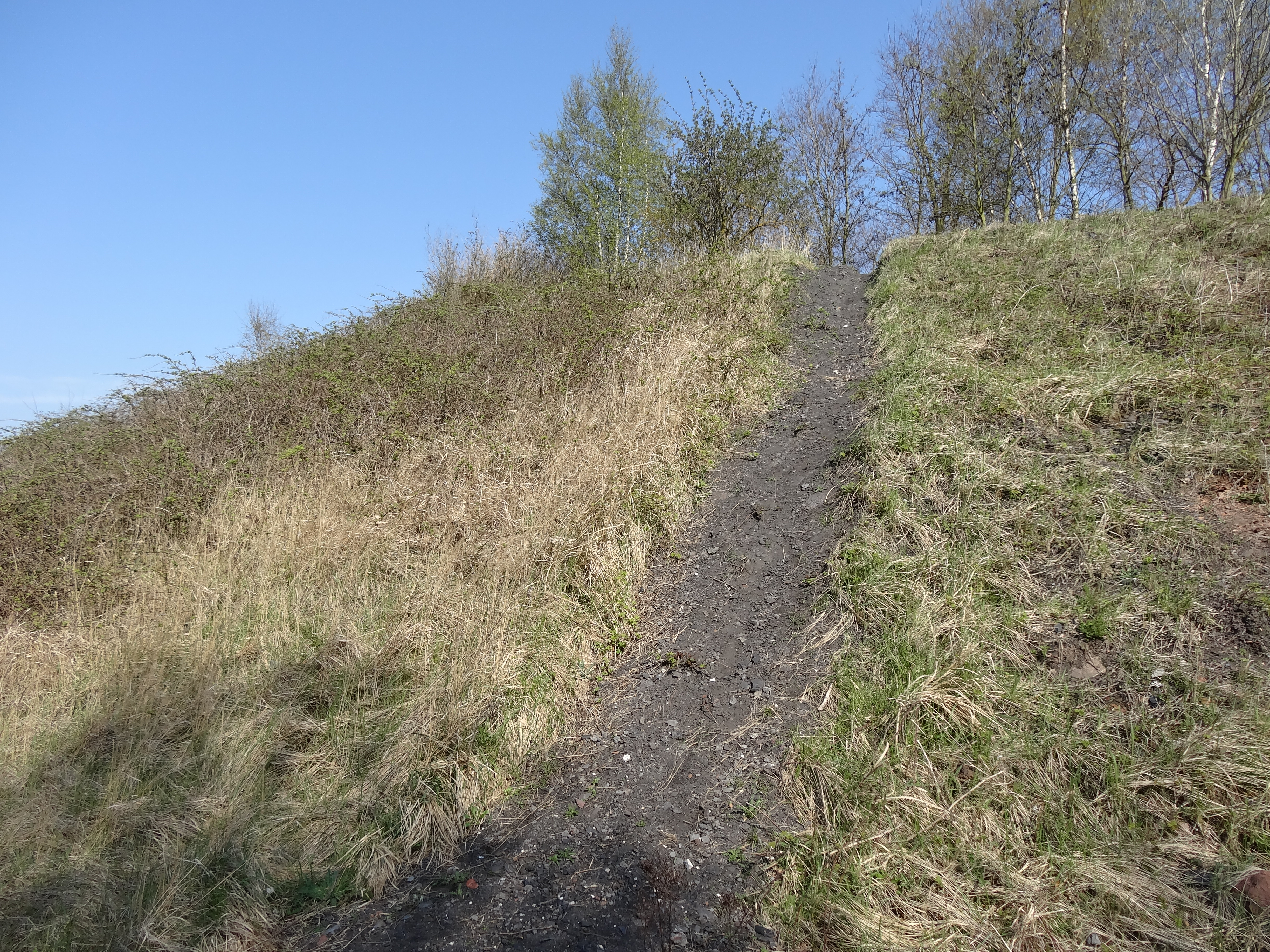
Eine der Abraumhalden in Fouquières

## Persönlichkeiten
- Henri Tincq (1945–2020), Journalist